# トラム (ルクセンブルク)
この項目では、ルクセンブルクの首都であるルクセンブルク市の路面電車（ライトレール）について解説する。2017年に開通後、ルクセンブルク市の要所を経由する公共交通機関として路線網の拡充が続いており、多くの乗客に利用されている。2024年現在はルクセンブルクとルクセンブルク市が所有する公開有限会社のルクストラム（Luxtram）による運営が行われている。

## 歴史
ルクセンブルク市には、かつて1875年に開通した馬車鉄道が存在し、1908年には路面電車（ルクセンブルク市電）への転換が実施された。それ以降も路線網は拡大を続け、1930年には総延長31kmの路線網が築かれ、年間利用客数は700万人を記録した。だが、1926年に営業運転を開始した路線バスへの置き換えが進められた事で廃止が進められ、最後に残った系統も1964年9月5日をもって営業運転を終了した。

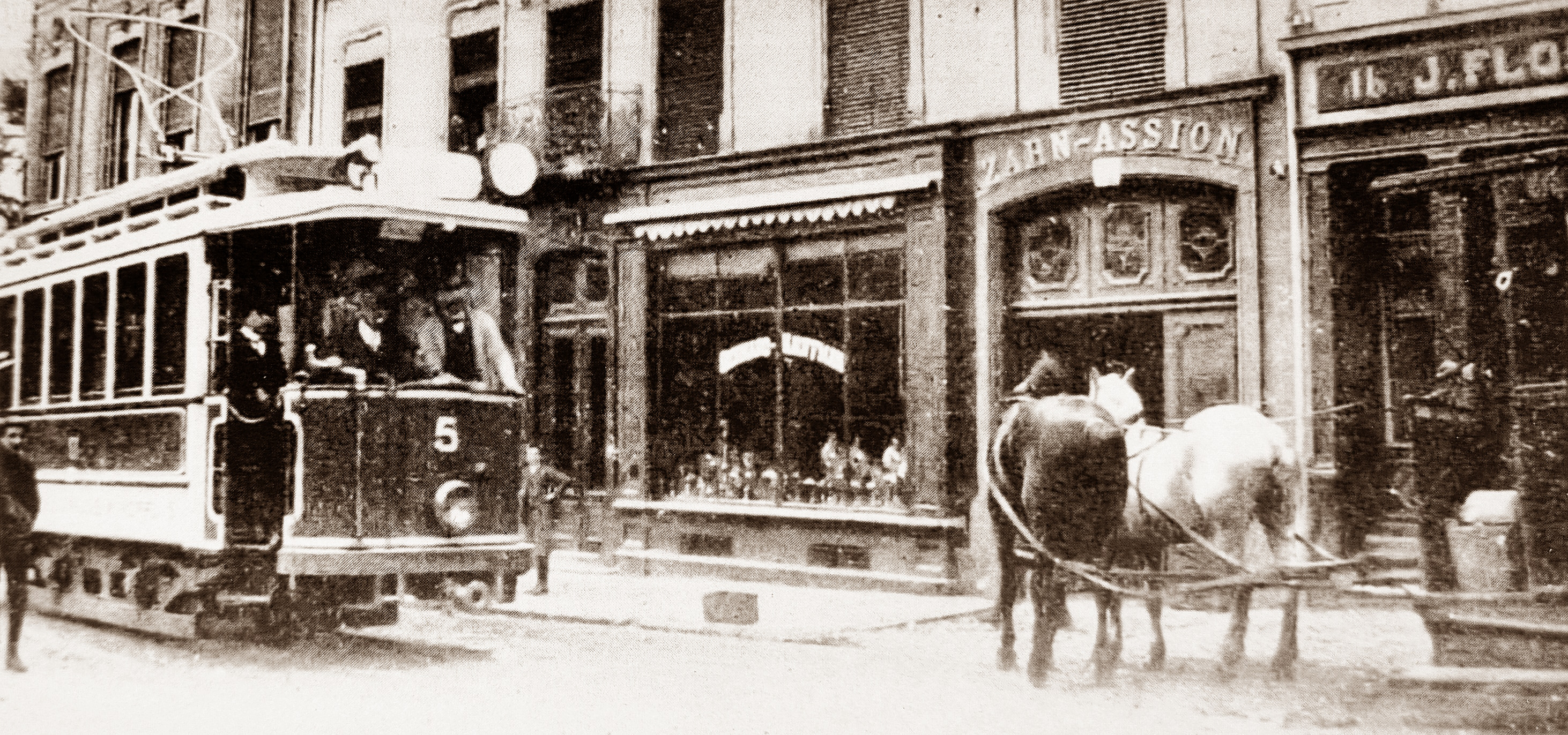
ルクセンブルク市電（左）はそれまでの馬車鉄道（右）を置き換えた（1908年撮影）
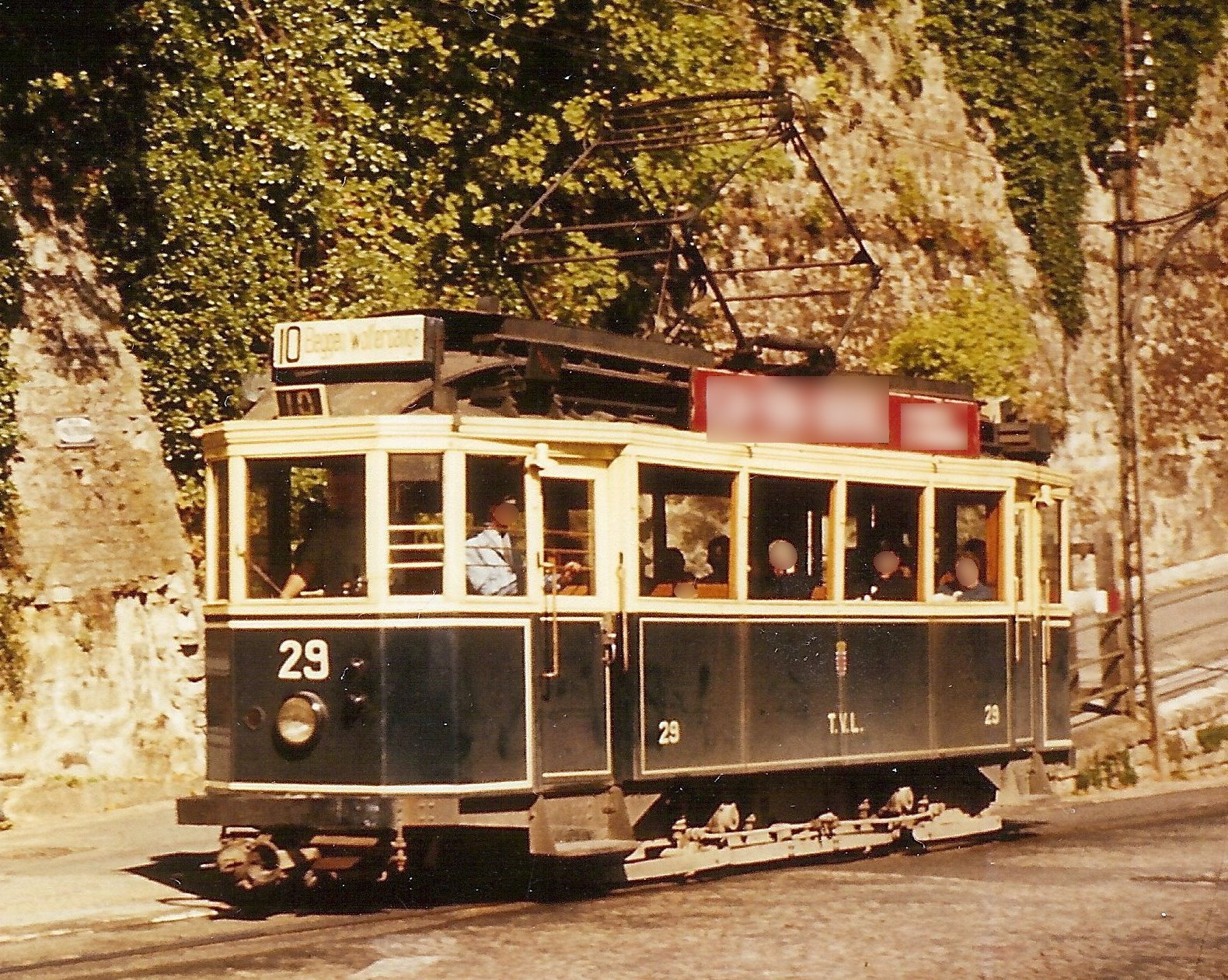
1964年に廃止されたルクセンブルク市電（1964年撮影）

その後、ルクセンブルク市内では自動車が主要な交通機関となったが、道路の混雑の悪化が課題となっていた。それを解消するため、1990年代以降ルクセンブルク市に再度路面電車を導入する動きが起こり始めた。当初計画された、ルクセンブルク国鉄に直通するトラムトレインは反対運動や国鉄側の難色により実現しなかったものの、2006年にルクセンブルク市内に路面電車（ライトレール）を導入する方針が採択され、翌2007年にこれらの建設・運営を担う「ルクストラム（Luxtram）」が発足した。これは今後のルクセンブルク市の人口および近隣諸国からの通勤客の増加による公共交通機関の需要増大を受けてのものである。
金融危機による建設開始の大幅な遅れや幾度かの反対運動も起きたが、2015年から敷設に向けた準備工事が、2016年7月から本格的な工事が開始された。また、2015年にはスペインの鉄道車両メーカーであるCAFとの間に使用される車両導入に関する契約を交わした。そして2017年12月10日に最初の路線となるルクセスポ電停（Luxexpo） - ルート・ブレック - パフェンダル電停（Rout Bréck – Pafendall）間が営業運転を開始した。また、これに合わせて当初の終点の1つとなったルート・ブレック-パフェンダル電停とルクセンブルク国鉄のプファフェンタール-キルヒベルク駅の間を結ぶケーブルカー（プファフェンタール-キルヒベルク・ケーブルカー）が開通している。

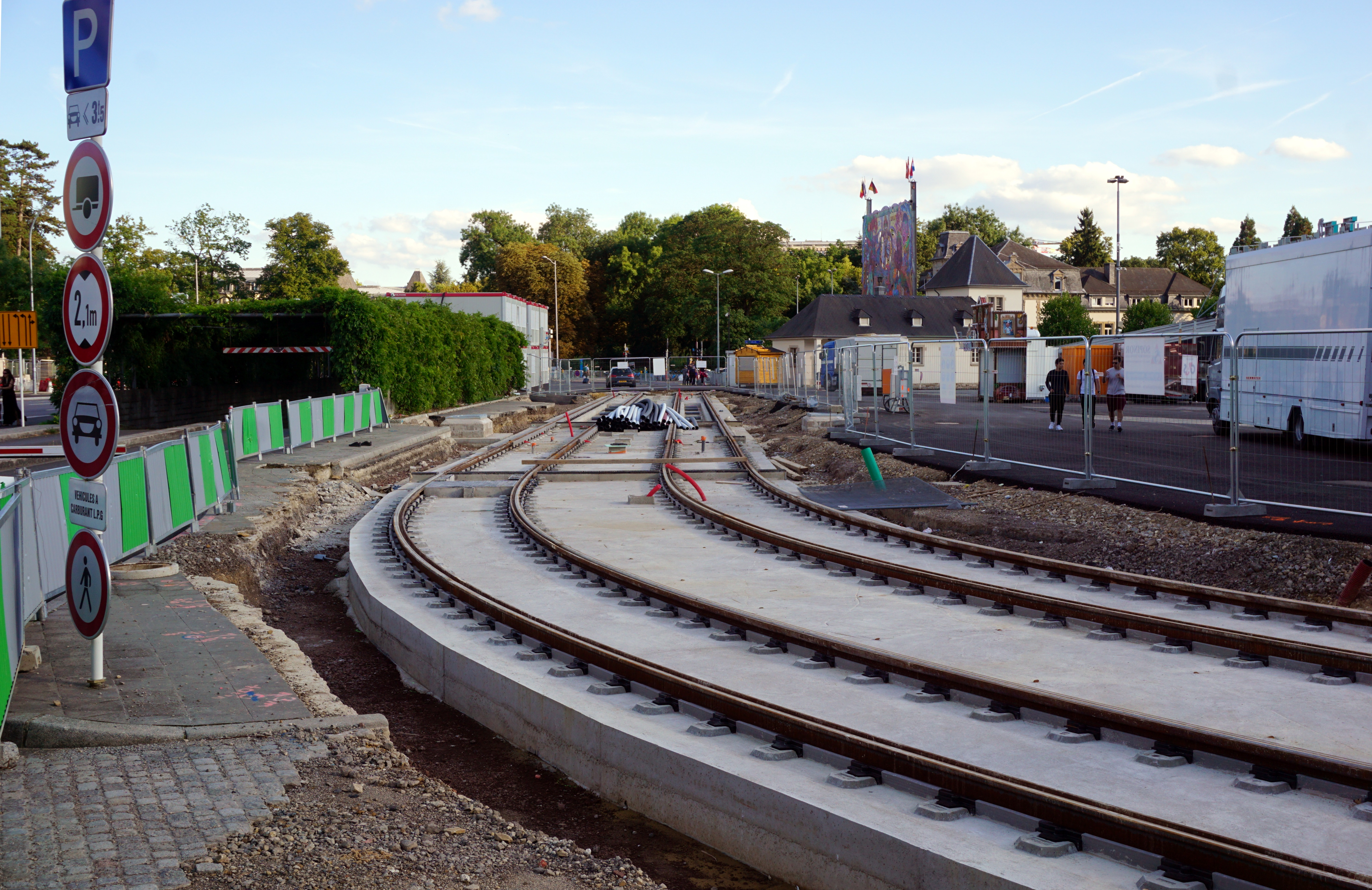
工事中の路面電車（2017年撮影）
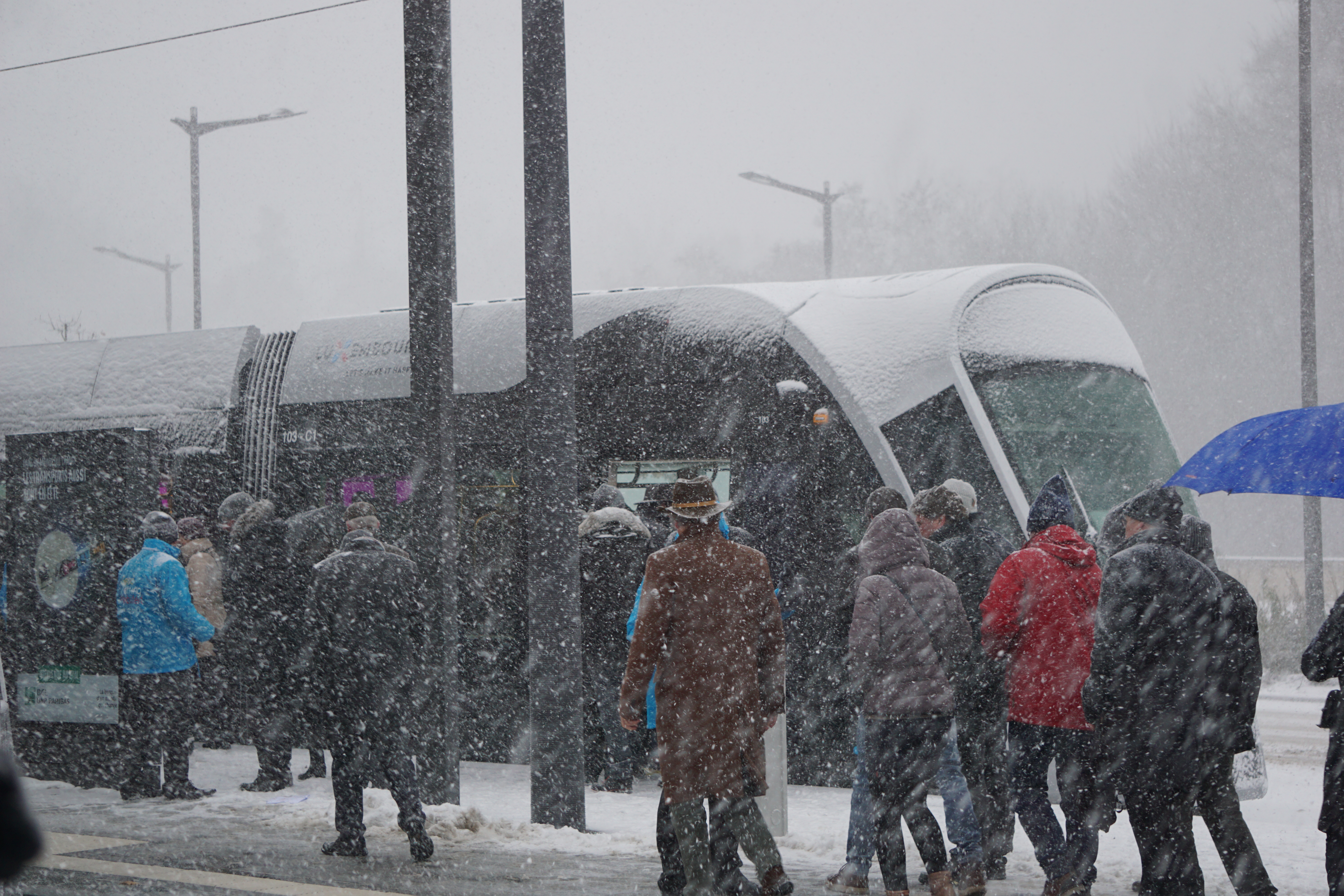
開通初日の路面電車（2017年12月10日撮影）

その後、翌2018年7月27日、ルート・ブレック - パフェンダル電停からシャーロット大公爵夫人橋を渡りスターレ広場/エトワール電停（Stäreplaz / Étoile）へ向かう区間が営業運転を開始した。続けて2020年12月13日にはエトワール広場電停からルクセンブルク駅電停（Gare centrale）、2022年9月11日にはルクセンブルク駅電停からボヌヴォア工業高校電停（Lycée technique de Bonnevoie）へ向かう区間が、2024年7月7日にはボヌヴォア工業高校電停からサッカー・ラグビースタジアムであるスタッド・ドゥ・ルクセンブルク（Stadion）まで向かう全長3.7kmの区間が、更に2025年3月2日にはルクセスポ・ザ・ボクス電停（Luxexpo）からルクセンブルク＝フィンデル空港（Findel Aéroport）までの区間の延伸が実施されている。
利用客は開通以降増加を続けており、2024年2月時点の1日平均利用客数は10万7,000人を記録している。

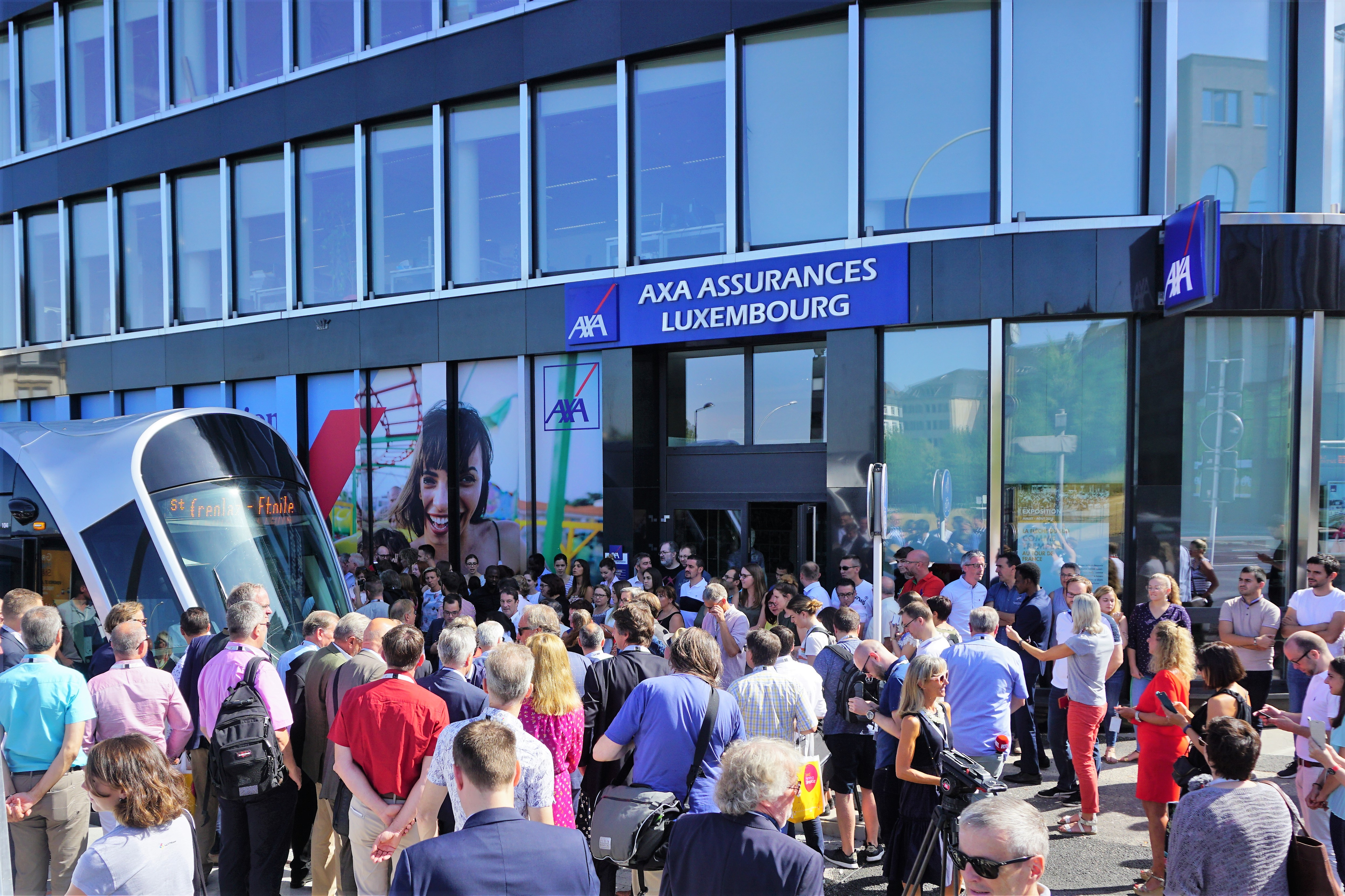
スターレ広場/エトワール方面への延伸当日（2018年7月27日撮影）
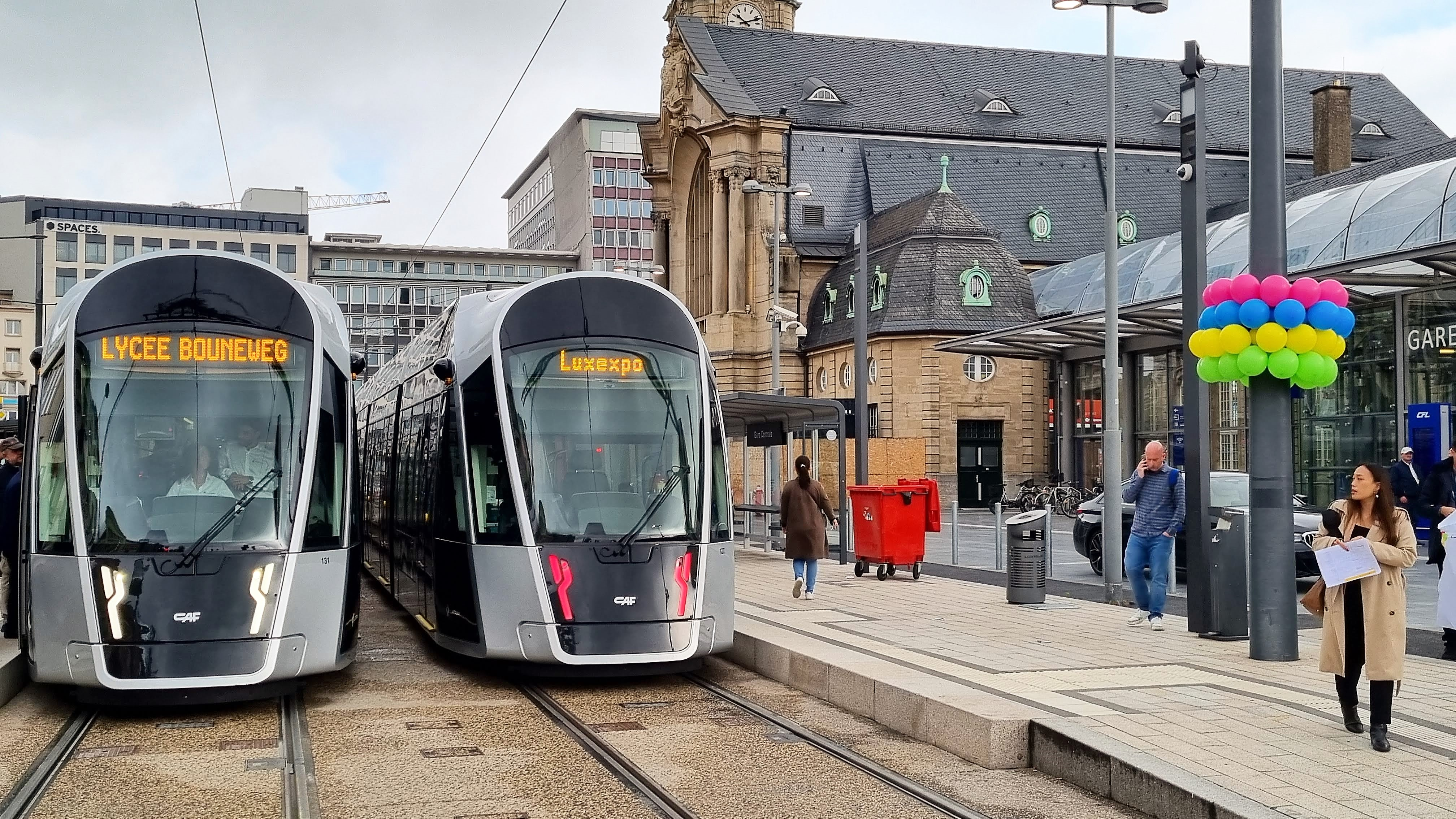
ボヌヴォア工業高校方面へは2022年に開通した（2022年9月11日撮影）
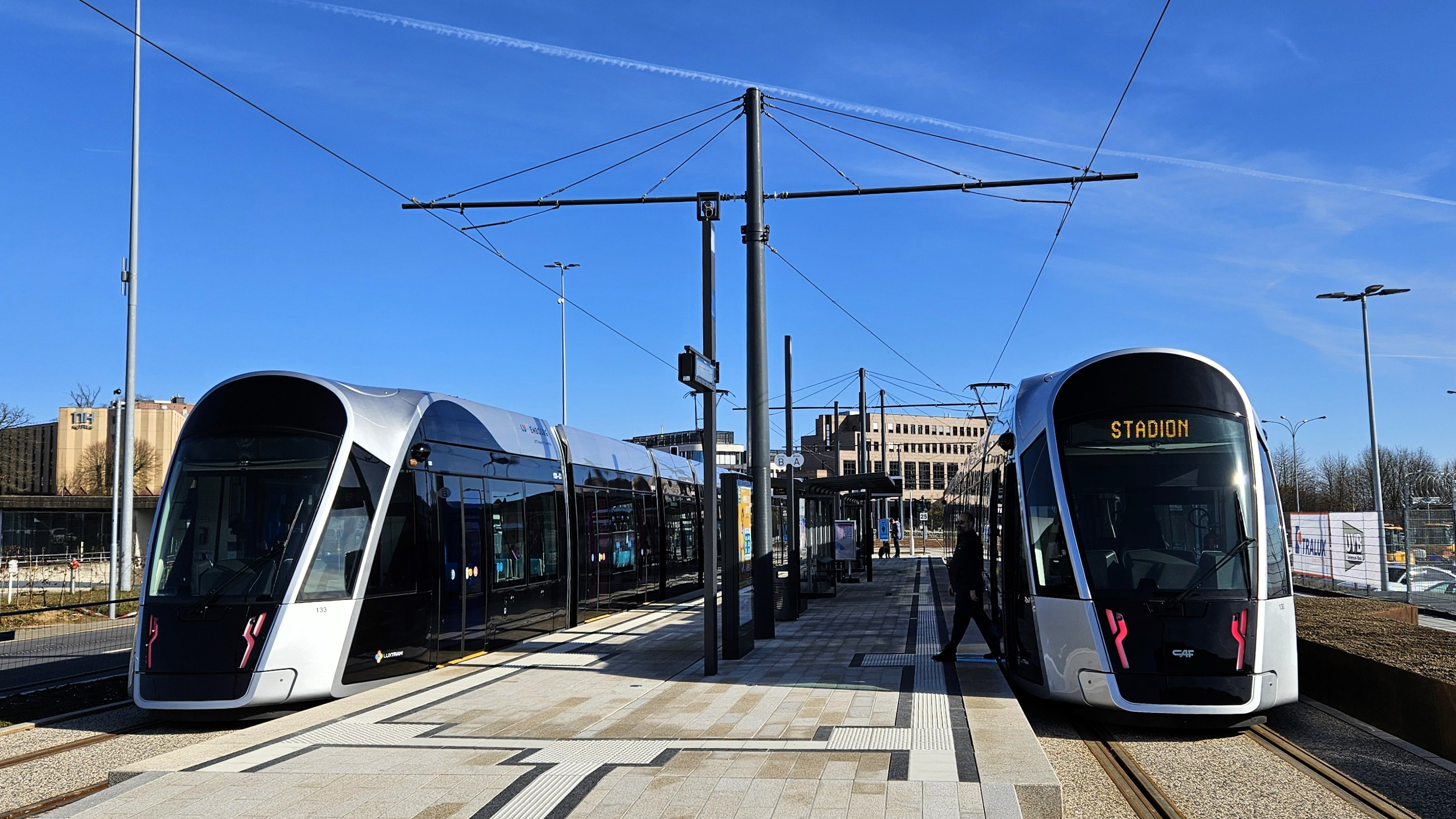
開通初日のルクセンブルク＝フィンデル空港の電停（2025年3月2日撮影）

## 概要

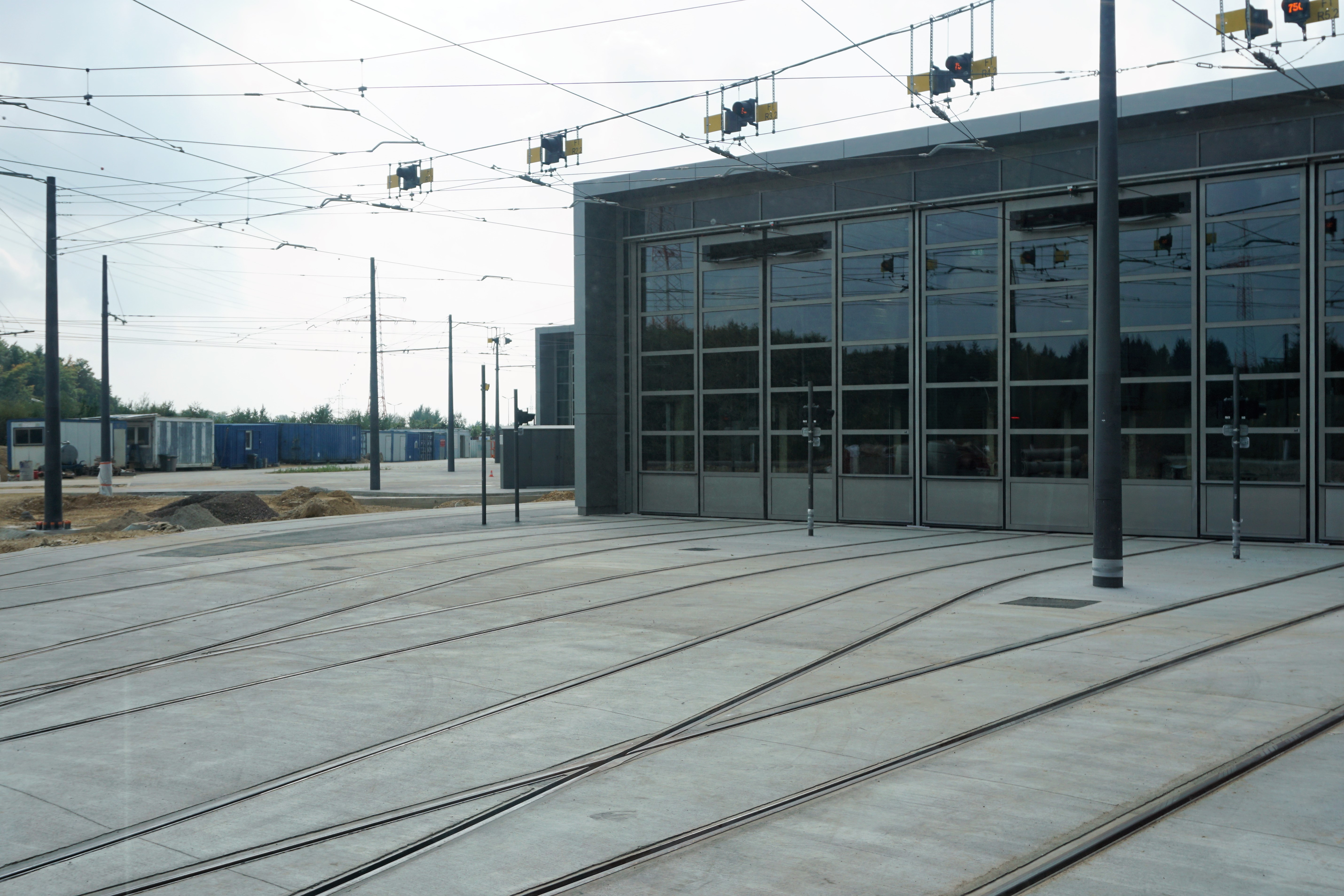
路面電車の車庫（2017年撮影）

2025年3月時点で、ルクセンブルク市では以下の区間で路面電車が運行している。一部の電停では路線バスやルクセンブルク国鉄と接続している他、パーク・アンド・ライド（P+R）に対応した大型駐車場も設置されている。また、ルート・ブレック-パフェンダル電停（Rout Bréck – Pafendall） - ルクセンブルク駅電停（Gare centrale）の間、全長3.6kmの区間は景観保護のため架線が設置されておらず、この区間を走行する電車はスーパーキャパシタに充電した電気を用いて走行する他、各電停の線路の中央に設置された第三軌条からの充電が実施される。車両の検査や修理に対応した施設を備えた車庫はルクセスポ電停（Luxespo）付近に存在し、最大32両の車両が収容可能となっている。
運賃については、混雑・渋滞の緩和や非富裕層の労働者支援、環境問題への対策を目的に、2020年3月1日以降多くの公共交通機関と共に無料となっている。
| 画像 | 電停名                                       | 運行開始年 | 接続交通機関                | 備考・参考                                 |
| ---- | -------------------------------------------- | ---------- | --------------------------- | ------------------------------------------ |
|      | Findel Aéroport                              | 2025年     | 路線バス                    | ルクセンブルク＝フィンデル空港と接続       |
|      | Héienhaff                                    | 2025年     | 路線バス                    | 駐車場を設置                               |
|      | Luxexpo                                      | 2017年     | 路線バス                    | 駐車場を設置                               |
|      | Alphonse Weicker                             | 2017年     | 路線バス                    |                                            |
|      | Nationalbibliothéik - Bibliothèque nationale | 2017年     |                             |                                            |
|      | Universitéit                                 | 2017年     |                             |                                            |
|      | Coque                                        | 2017年     | 路線バス                    |                                            |
|      | Europaparlament / Parlement européen         | 2017年     |                             |                                            |
|      | Philharmonie - Mudam                         | 2017年     | 路線バス                    |                                            |
|      | Rout Bréck – Pafendall                       | 2017年     | 路線バス ケーブルカー       | ケーブルカーはルクセンブルク国鉄の駅と接続 |
|      | Theater                                      | 2018年     | 路線バス                    |                                            |
|      | Faïencerie                                   | 2018年     | 路線バス                    |                                            |
|      | Stäreplaz / Étoile                           | 2018年     | 路線バス                    |                                            |
|      | Hamilius                                     | 2020年     | 路線バス                    |                                            |
|      | Place de Metz                                | 2020年     |                             |                                            |
|      | Paräisser Plaz / Place de Paris              | 2020年     |                             |                                            |
|      | Gare Centrale                                | 2020年     | 路線バス ルクセンブルク国鉄 |                                            |
|      | Leschte Steiwer / Dernier Sol                | 2022年     | 路線バス                    |                                            |
|      | Lycée Bouneweg                               | 2022年     | 路線バス                    |                                            |
|      | Scillas                                      | 2024年     |                             |                                            |
|      | Howald Gare                                  | 2024年     | 路線バス ルクセンブルク国鉄 | 駐車場を設置                               |
|      | Lycée Vauban                                 | 2024年     |                             |                                            |
|      | Waassertuerm                                 | 2024年     |                             |                                            |
|      | Stadion                                      | 2024年     | 路線バス                    | 駐車場を設置                               |

## 車両

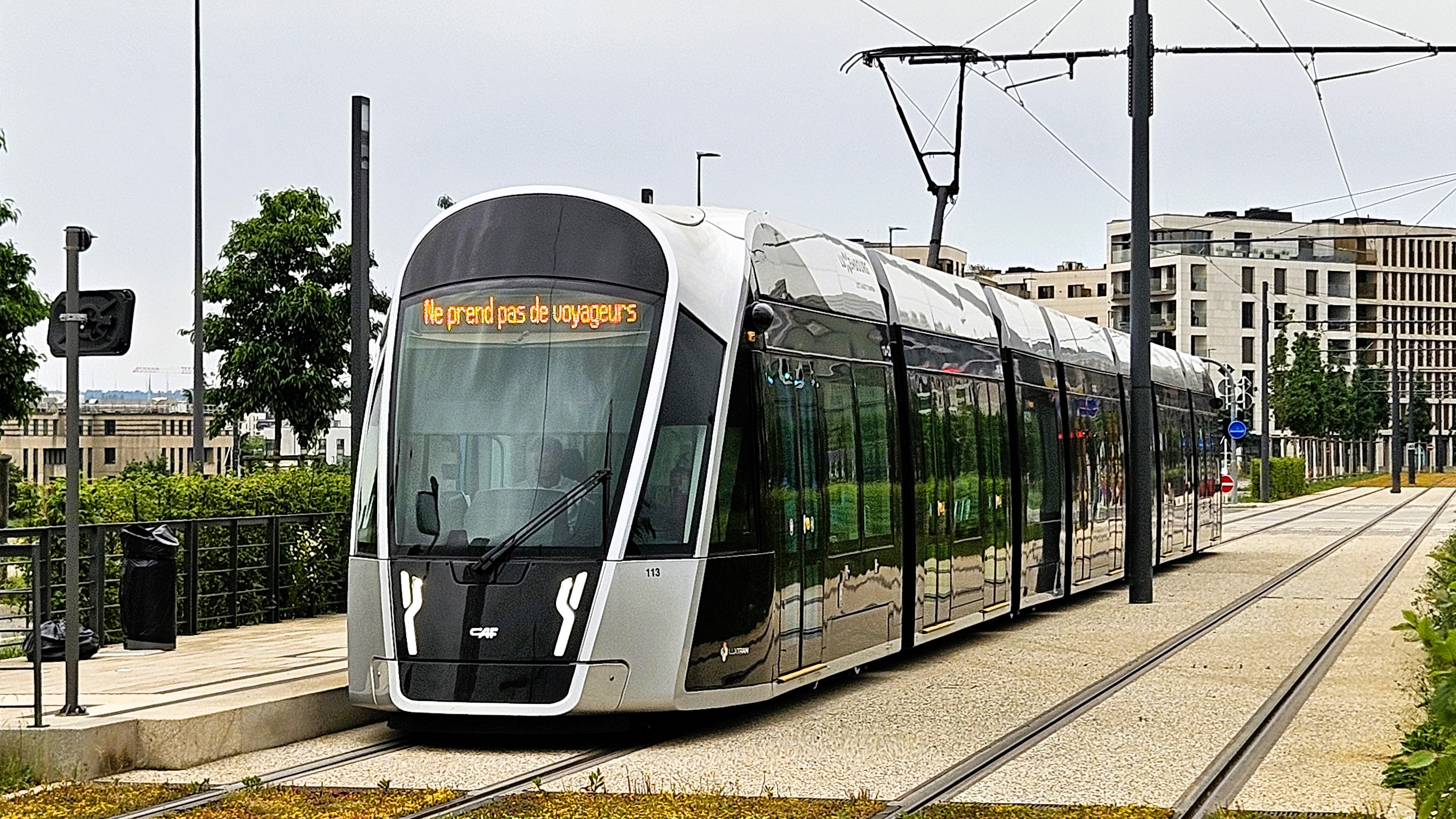
ウルボス3（2024年撮影）

ルクセンブルクのトラムで使用されている車両は、スペインのCAFが展開する路面電車・ライトレール向け車両であるウルボス（Urbos）のうち、超低床電車のウルボス3である。全長45,400 mm、全幅2,650 mm、定員数最大420人の両運転台式7車体連接車で、アヴァン・プルミエール・エージェンシー（Agence Avant-Première）に所属するコンストラクター兼デザイナーのエリック・リン（Eric Rhinn）、造形作家のミシェル・レオナルディ（Michel Léonardi）、照明デザイナーのイザベル・コールテン（Isabelle Corten）が手掛けた車体・車内デザインには、展望性を向上させた大きな窓や幅広の車体を活かした開放感ある車内レイアウトが含まれている。また、両側に8箇所づつ存在する乗降扉の窓は車体によって異なる色のガラスが用いられており、乗降扉の識別の容易さに加えて路面電車を使った移動の誘致を図ったデザインとなっている。また、車内にはUSBタイプの充電ポートや冷暖房も完備されている。屋根上には架線レス区間での走行に備え、CAFが開発したスーパーキャパシタ（ACR）が搭載されている。2024年現在33両（101 - 133）が在籍している。

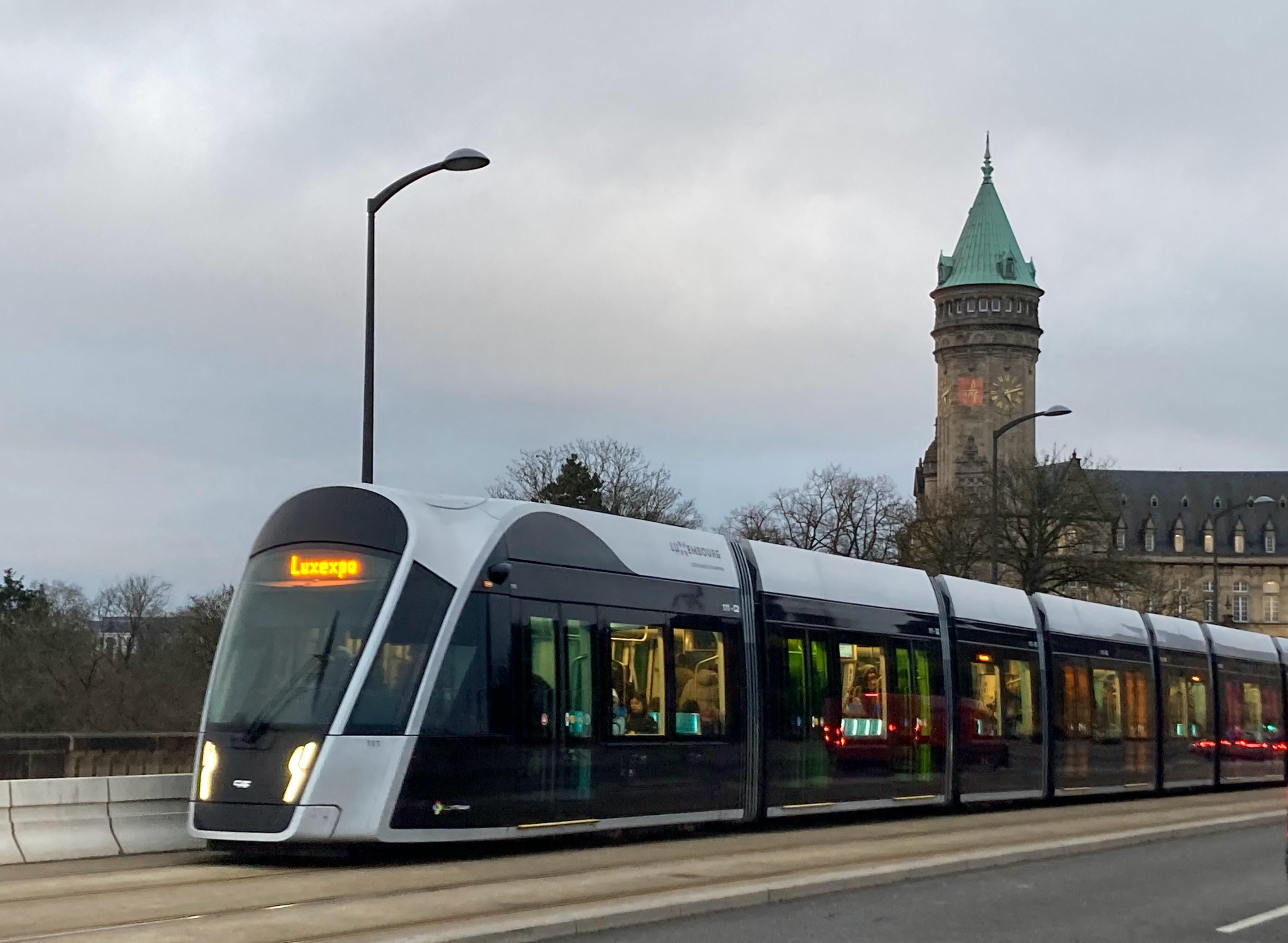
架線レス区間を走行する車両（2024年撮影）
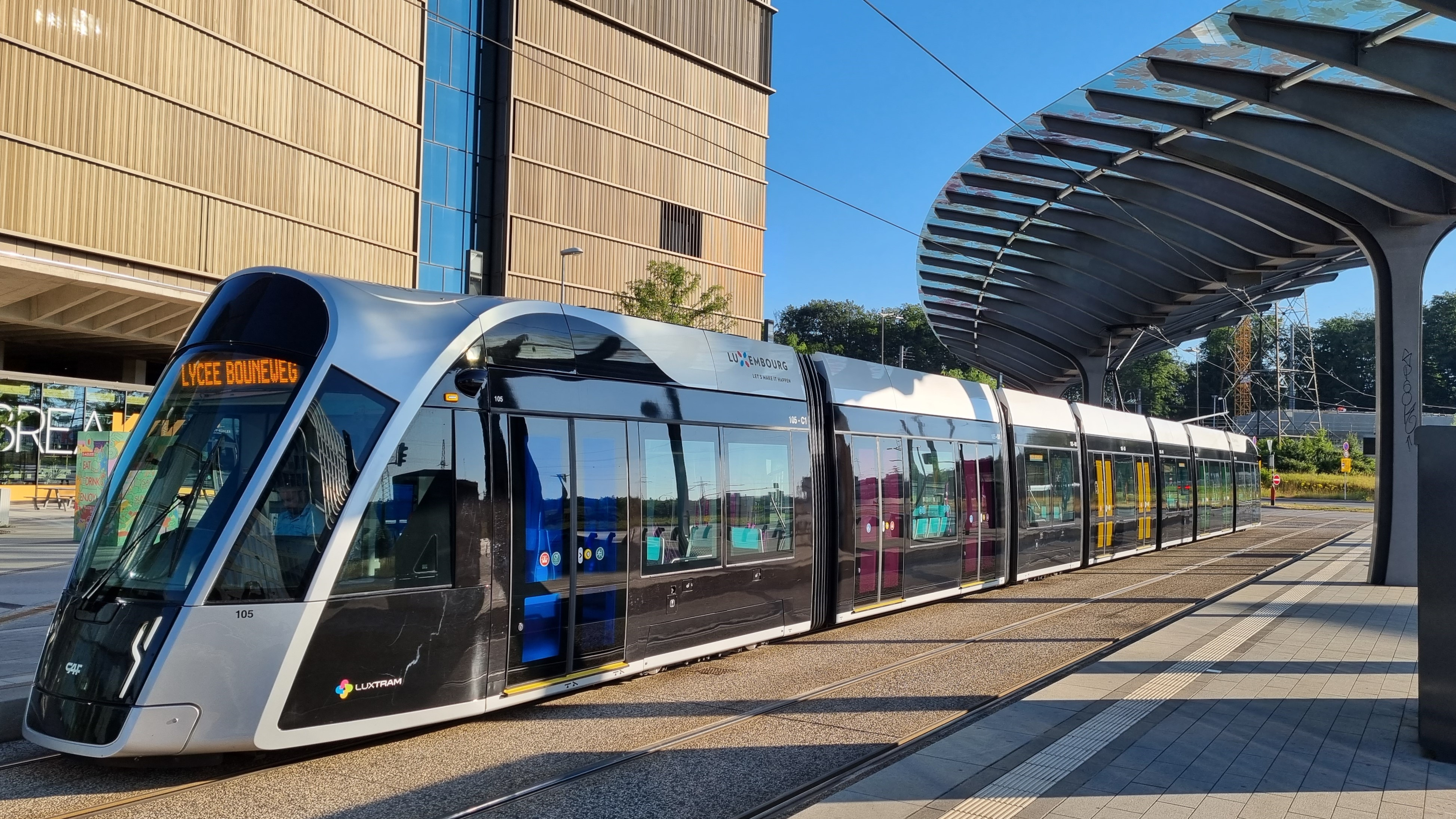
乗降扉には5色のガラスが用いられている（2023年撮影）
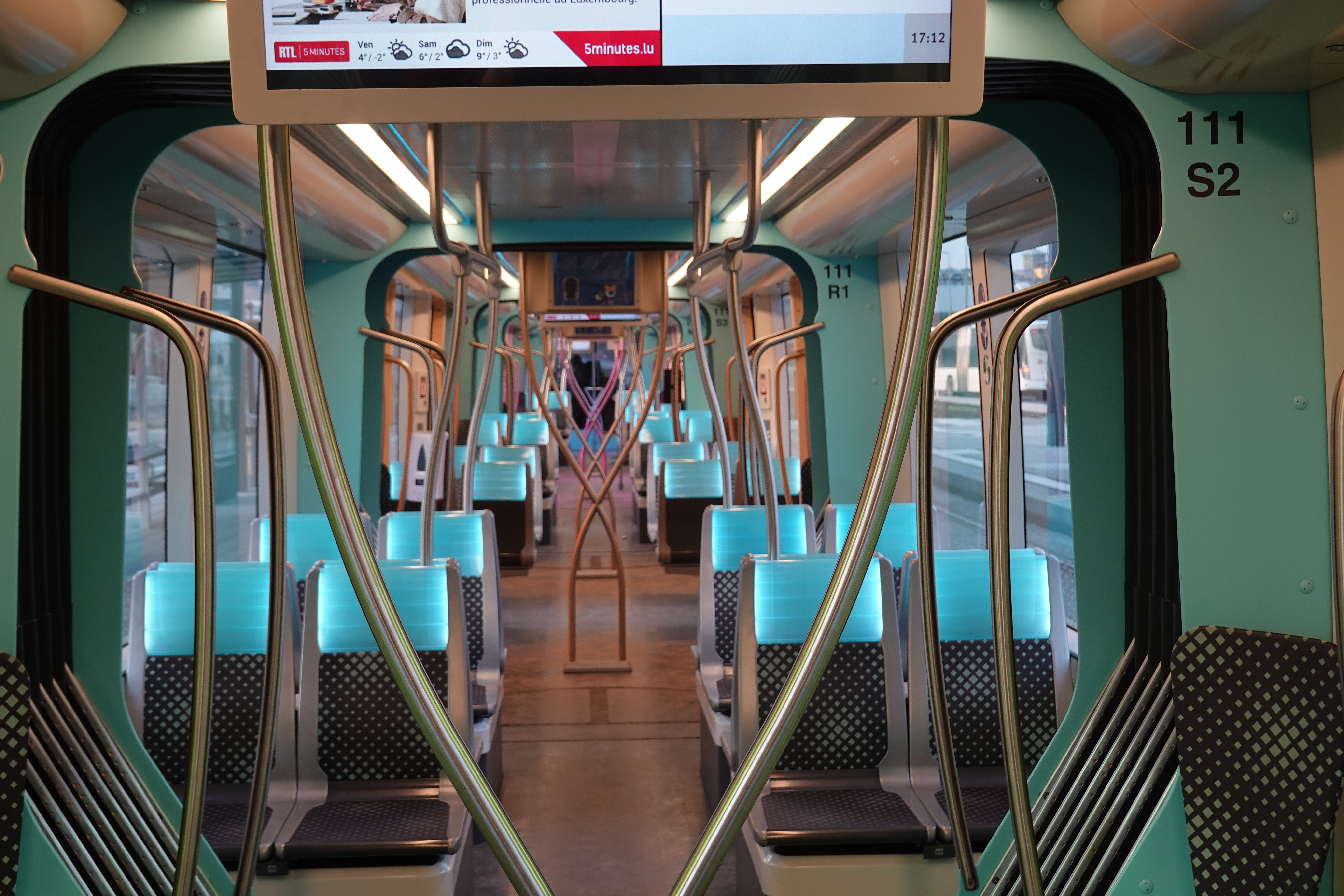
車内（2023年撮影）
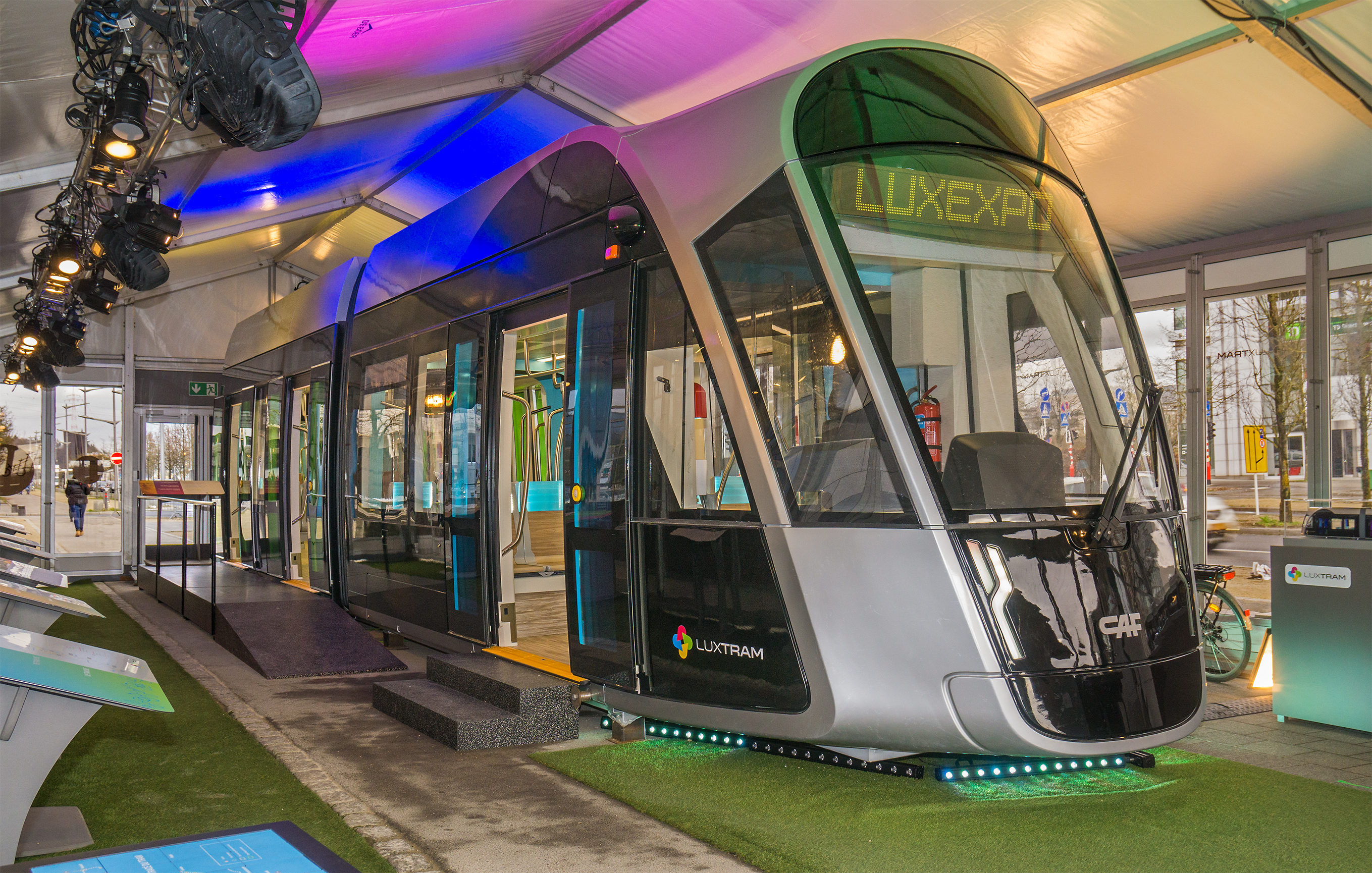
開業に先立って展示されたモックアップ（2016年撮影）

## 今後の予定
2025年現在、ルクセンブルクでは以下の路面電車の延伸区間の建設や計画が進められている他、更なる延伸の検討も行われている。
- 支線 - 2024年2月、ルクセンブルク議会はルクセンブルク駅電停（Gare centrale）からホレリッヒ（フランス語版）（Hollerich）へ向かう全長1.1kmの区間およびルート・ブレック - パフェンダル電停（Rout Bréck – Pafendall）からランファール（Laangfur）まで向かう全長2.3kmの区間、2つの支線の建設を認可している。前者は2028年、後者は2027年の開通を予定している。